# 姚志平
姚志平（1955年9月—），男，辽宁盖州人，中华人民共和国政治人物。

## 生平
1977年加入中国共产党。沈阳农业大学土壤农化专业毕业，在职研究生学历，经济学硕士。历任丹东市振安区委副书记、区长，共青团辽宁省委副书记、书记，中共营口市委副书记，中共阜新市委副书记、代市长、市长、市委书记等职。2010年12月调入中共中央国家机关工作委员会任组织部部长，2012年2月升任副书记。